# Maarten J. M. Christenhusz
Maarten Joost Maria Christenhusz (Enschede, 27 de Abril de 1976) é um botânico, historiador natural e fotógrafo neerlandês que se destacou como um dos principais promotores do Angiosperm Phylogeny Group (APG) e da Phytotaxa, uma publicação especializada em taxonomia vegetal.

## Biografia
Nasceu em Enschede, nos Países Baixos, e obteve a licenciatura e o mestrado em Biologia na Universidade de Utrecht. Doutorou-se na Universidade de Turku, Finlândia em 2007 e vive em Kingston-upon-Thames, Surrey, Reino Unido. Trabalha como consultor botânico.
É uma reconhecida autoridade na classificação e taxonomia de pteridófitos, gimnospérmicas e angiospérmicas, e é um colaborador do Angiosperm Phylogeny Group (compilador do APG IV). Especializou-se no estudo das Marattiaceae e descreveu muitas espécies de Danaea, incluindo Danaea kalevala das Pequenas Antilhas. Uma espécie de Moraceae, Dorstenia christenhuszii foi baptizada em honra do seu descobridor. É editor do boletim da Linnean Society.
É o antigo editor-chefe e iniciador da revista botânica Phytotaxa, editor associado do Botanical Journal of the Linnean Society e editor-chefe do Zoological Journal of the Linnean Society. Interessa-se por biogeografia insular, jardins botânicos, tratamentos florísticos, horticultura, fotografia, história natural e taxonomia. É o autor principal (juntamente com Michael F. Fay e Mark W. Chase) de uma enciclopédia de plantas vasculares chamada Plants of the World. Foi presidente da International Association of Pteridologists (2009–2019).
Famílias e géneros de plantas vasculares que foram nomeados por ele ou em conjunto com colegas:
- Petenaeaceae
- Kewaceae
- Macarthuriaceae
- Hemidictyaceae
- Diplaziopsidaceae
- Aquarius (Alismataceae)
- Catimbaua (Linderniaceae)
- Dracoglossum (Polypodiaceae)
- Isabelcristinia (Linderniaceae)
- Kewa (Kewaceae)
- Nesolindsaea (Lindsaeaceae)
- Osmolindsaea (Lindsaeaceae)
- Oceana (Cymodoceaceae)

Espécies que foram nomeadas por ele ou em conjunto com colegas:
- Caladenia lateritica (Orchidaceae)
- Caladenia rosea (Orchidaceae)
- Danaea antillensis (Marattiaceae)
- Danaea arbuscula (Marattiaceae)
- Danaea atlantica (Marattiaceae)
- Danaea cartilaginea (Marattiaceae)
- Danaea chococola (Marattiaceae)
- Danaea danaëpinna (Marattiaceae)
- Danaea draco (Marattiaceae)
- Danaea epiphytica (Marattiaceae)
- Danaea kalevala (Marattiaceae)
- Danaea leussinkiana (Marattiaceae)
- Danaea lingua-cervina (Marattiaceae)
- Danaea quebradensis (Marattiaceae)
- Danaea riparia (Marattiaceae)
- Danaea trinitatensis (Marattiaceae)
- Danaea ushana (Marattiaceae)
- Danaea vivax (Marattiaceae)
- Danaea xenium (Marattiaceae)
- Danaea ypori (Marattiaceae)
- Danaea zamiopsis (Marattiaceae)
- Eriocapitella hupehensis (Ranunculaceae)
- Eriocapitella × hybrida (Ranunculaceae)
- Eriocapitella rivularis (Ranunculaceae)
- Eriocapitella rupicola (Ranunculaceae)
- Eriocapitella tomentosa (Ranunculaceae)
- Euphorbia pubescenticocca (Euphorbiaceae)
- Hymenophyllum filmenofilicum (Hymenophyllaceae)
- Nicotiana gascoynica (Solanaceae)
- Nicotiana karijini (Solanaceae)
- Nicotiana yandinga (Solanaceae)
- Piper ciliomarginatum (Piperaceae)
- Ptisana africana (Marattiaceae)
- Ptisana senterreana (Marattiaceae)
- Rhizanthella johnstonii (Orchidaceae)
- Tetranema michaelfayanum (Plantaginaceae)

## Publicações
Entre muitas outras obras, é autor das seguintes publicações:
- APG IV (2016) An update of the Angiosperm Phylogeny Group classification for the orders and families of flowering plants: APG IV. Botanical Journal of the Linnean Society 181(1): 1–20.
- M. J. M. Christenhusz, M. F. Fay & M. W. Chase (2017) Plants of the World. Kew Publishing/Chicago University Press.
- M. W. Chase, M. J. M. Christenhusz & T. Mirenda (2017) The Book of Orchids. Ivy Press/Chicago University Press, ISBN 9780226224527.
- M. J. M. Christenhusz & J. W. Byng (2016) The number of known plant species in the world and its annual increase. Phytotaxa 261(3): 201–217.
- S. Zona & M. J. M. Christenhusz (2015) Litter-trapping plants: Filter-feeders of the plant kingdom. Botanical Journal of the Linnean Society 179(4): 554–586.
- M. J. M. Christenhusz, S. Brockington, A. Christin, & R. Sage (2014) On the disintegration of Molluginaceae: a new genus and family (Kewa, Kewaceae) segregated from Hypertelis, and placement of Macarthuria in Macarthuriaceae. Phytotaxa 181(4): 238–242.
- M. J. M. Christenhusz & M. W. Chase (2014) Trends and concepts in fern classification. Annals of Botany 113(4): 571–594.